# Герб Здолбунівського району
Герб Здолбу́нівського райо́ну — офіційний символ Здолбунівського району Рівненської області, затверджено рішенням Здолбунівської районної ради від 11 листопада 2009 року № 677.

## Опис
Герб є відображення історичних подій і традицій краю. Основу герба складає геральдичний щит, верхня частина якого прямокутна, а нижня — заокруглена півколом. 
Квадратне полотнище герба розділено по діагоналі з верхнього правого кута на два рівні трикутні поля. У верхньому червоному полі перехрещені срібні кайло, молоток та залізничний ключ.
Щит покладено на декоративний золотий картуш. Його увінчує стилізована золота територіальна корона, яка вказує на приналежність герба саме району та характеризує його рослинність.

## Значення символіки
Символи підкреслюють роль Здолбунова як одного з найбільших залізничних вузлів. Кайло символізує назву міста, молоток та ключ — залізничну та будівельну галузі промисловості. У нижньому зеленому полі — дзвін як символ духовності, історичної пам’яті.